# 얘얘 (장덕의 노래)
<얘얘>는 대한민국의 여성 싱어송라이터 장덕에 의해 작사되고 김트리오의 멤버 김파에 의해 작곡된 곡이다. 장덕이 다른 작곡가의 곡을 받은 드문 곡 중 하나로 장덕의 네번째 정규 음반 《얘얘》의 A면 머릿곡이자 동명 타이틀곡으로 수록되었다. 다분히 소녀취향적 가사로 귀에 쏙속 들어오는 멜로디가 특징이며 차지하는 비중은 그리 크지 않지만 심플한 신디사이저의 음색도 펑키하고 그루비한 분위기를 만들어내고 있어 매력을 더한다. 발표일이 88서울올림픽 기간과 겹쳐져 아깝게 묻힌 감이 있지만 장덕이 사망한 이후에도 많은 여가수들이 장덕의 귀엽고 깜찍한 율동과 춤을 따라하며 불렀던 곡이었다. 

## 배경
1980년 장덕은 김트리오가 발표한 정규 2집 음반 《꽃띠여자》에서 작사가로 참여한 바 있다. 그 곡은 <사랑은 영원히>라는 제목의 곡으로 작곡은 김파가 하였다. 장덕은 이후 김파와 맺은 인연으로 가끔 김파의 집에 놀러 가곤 했는데, 어느날 김파가 작곡한 곡들을 악보로 접하고 기타를 치며 노래 부르다가 자신의 음반에 수록하고 싶다는 욕심을 갖게 된다. 그리고 김파에게 이 곡들을 내가 발표하겠다고 부탁을 하는데, 김파는 예전에 자신도 장덕의 곡을 자신의 음반에 수록한 적이 있기에 답례로서 흔쾌히 승낙을 하고, 곧 장덕은 그 곡들에 가사를 붙여 《얘얘》 음반에 수록하게 된다. 김파가 《얘얘》 음반에서 작곡가로 참여한 곡은 세 곡으로 <얘얘>, <서울의 밤거리>, <나의 꿈 이야기>이다.

## 커버 버전
- 2015년 10월 10일 7인조 혼성 브라스 스카밴드 오리엔탈 쇼커스가 KBS2의 오디션 프로그램 탑밴드3 본선 무대에서 라이브 리메이크 한 바 있다.
- 2015년 9월 7인조 혼성 브라스 스카밴드 오리엔탈 쇼커스가 세종 페스티벌에서 라이브 리메이크 한 바 있다.
- 2015년 8월 7인조 혼성 브라스 스카밴드 오리엔탈 쇼커스가 펜타포트 락 페스티벌에서 라이브 리메이크 한 바 있다.
- 2015년 5월 7인조 혼성 브라스 스카밴드 오리엔탈 쇼커스가 홍대의 라이브 카페 nestNADA에서 라이브 리메이크 한 바 있다.
- 2014년 5인조 혼성 팝밴드 에이템포가 그들의 첫번째 디지털 싱글 《청춘》에서 리메이크 한 바 있다.
- 2012년 12월 9일 5인조 혼성 팝밴드 에이템포가 Rcokin' KOREA 콘서트에서 라이브 리메이크 한 바 있다.
- 2009년 3인조 걸그룹 플레이걸이 그들의 첫번째 정규음반 《플레이걸의 24시》 음반에서 리메이크 한 바 있다.